# Clostridium thiosulfatireducens
Il Clostridium thiosulfatireducens è una specie di batterio appartenente alla famiglia delle Clostridiaceae.